# Green Grass and High Tides
Green Grass and High Tides är en låt framförd av sydstatsrock-bandet Outlaws. Låten är det tionde och avslutande spåret på bandets debutalbum Outlaws, och är en av deras mest välkända stycken och har spelats mycket på albumsorienterade radiokanaler , men släpptes aldrig som singel. Låten är välkänd för att ha två långa gitarrsolon som förlänger låten till nära 10 minuter. Låten finns även som cover till musikspelet Rock Band.